# Oxypoda gnara
Oxypoda gnara är en skalbaggsart som beskrevs av Thomas Casey 1911. Oxypoda gnara ingår i släktet Oxypoda och familjen kortvingar. Inga underarter finns listade i Catalogue of Life.